# Dorothy Wedderburn
Pour les articles homonymes, voir Wedderburn (homonymie).
Dorothy Enid Wedderburn (18 septembre 1925 – 20 septembre 2012) est une sociologue et universitaire britannique. Elle est principale du Bedford College, qui fait partie de l'université de Londres et, après la fusion de celui-ci avec le Royal Holloway, elle est la première principale de la nouvelle institution, de 1985 à 1990.

## Biographie
Dorothée Wedderburn naît à Walthamstow, dans le borough londonien de Waltham Forest, dernière enfant de Frederick Charles Barnard, ébéniste, et de son épouse, Ethel Clarissa née Lawrence. Son frère, George Alfred Barnard (en), a été président de la Royal Statistical Society et de l'Institut de mathématiques et de ses applications dans les années 1970 et professeur de mathématiques à l'université de l'Essex. Elle est élève du lycée de filles du comté, puis elle fait des études d’économie au Girton College. Elle adhère au Parti communiste durant ses années d'études à Cambridge, mais met fin à son engagement à la fin des années 1950, tout en gardant des convictions de gauche.

## Carrière professionnelle

### Cambridge et Imperial College
Elle est chargée de recherche au Board of Trade de 1946 à 1950, puis elle revient à Cambridge, où elle est chercheuse en économie appliquée durant une quinzaine d'années. puis travaille comme chargée de cours, puis lectrice et professeure en sociologie industrielle de 1965 à 1981 à l'Imperial College de Londres, où elle dirige le département d'études sociales et économiques de 1978 à 1981,. Elle se marie deux fois, en 1947 avec l'historien économique A.N. Max Cole dont elle divorce en 1960, puis de 1962 à 1968, avec Bill Wedderburn.

### Fusion de Bedford et Royal Holloway
En 1981, elle est nommée principale du Bedford College. L'accord de partenariat de 1982 entre Bedford et Royal Holloway a été signé à la suite de coupes sévères dans les dépenses publiques consacrées à l'enseignement supérieur. Des discussions avaient eu lieu entre Wedderburn et le directeur d'Holloway de l'époque, Lionel Butler. Avant que quoi que ce soit ne soit finalisé, Butler meurt subitement le 26 novembre 1981. Bedford quitte son site de Regent's Park, à Londres, et s’installe sur le site de Holloway. La fusion a lieu en 1985 et le Royal Holloway et le Bedford New College est inauguré en 1986 par la reine Elizabeth II lors d'une cérémonie à la chapelle de Royal Holloway. Dorothy Wedderburn devient la première principale du nouveau collège Royal Holloway, Université de Londres, fonction qu'elle occupe de 1985 jusqu'à sa retraite en 1990.

### Vente controversée de tableaux de Royal Holloway
La fin des années 1980 a été une période difficile financièrement pour les universités, y compris pour le nouveau collège. Dorothy Wedderburn ferma le département de chimie, pour lequel le vaste bâtiment Bourne avait été construit à la fin des années 1960, car la chimie était devenue une matière trop coûteuse. Elle a réduit le personnel dans tous les départements et, de manière plus controversée, a accepté entre 1993 et 1995, la vente de trois tableaux de valeur de la collection du RHC : un tableau de Turner (Van Tromp going about to please his Masters, Ships at Sea,c. 1844), de John Constable (A Sketch for View on the Stour, nr Dedham c.1821-1822) et de Thomas Gainsborough (Peasants going to Market: Early Morning  vers 1770) ont été vendus pour un total de 21 millions de livres sterling,,,,. Ces décisions controversées permettent cependant au nouveau collège de survivre et, en 2002, le Financial Times le classe à la neuvième place sur le plan national.

### Autres fonctions
Wedderburn est vice-chancelière de l'université de Londres de 1986 à 1988. De 1981 à 2003, elle a également été chercheuse principale à l'Imperial College. Elle est présidente d'honneur de la Fawcett Society de 1986 à 2002. De 1998 à 2000, elle préside la commission d'enquête sur les femmes en prison.
Elle meurt à Londres le 20 septembre 2012. Un service commémoratif se tient le 17 mars 2013 dans la chapelle du collège.

## Publications
Wedderburn est l'autrice d'articles et de plusieurs livres, publiés durant ses activités de recherche à Cambridge, touchant à l'économie appliquée et la politique sociale, notamment White Collar Redundancy (1964), Enterprise Planning for Change (1964), The Economic Circumstances of Old People (1962), Poverty, Inequality, and Class Structure (1974) et plus tard Justice for Women (2000).